# Salvatore Aranzulla

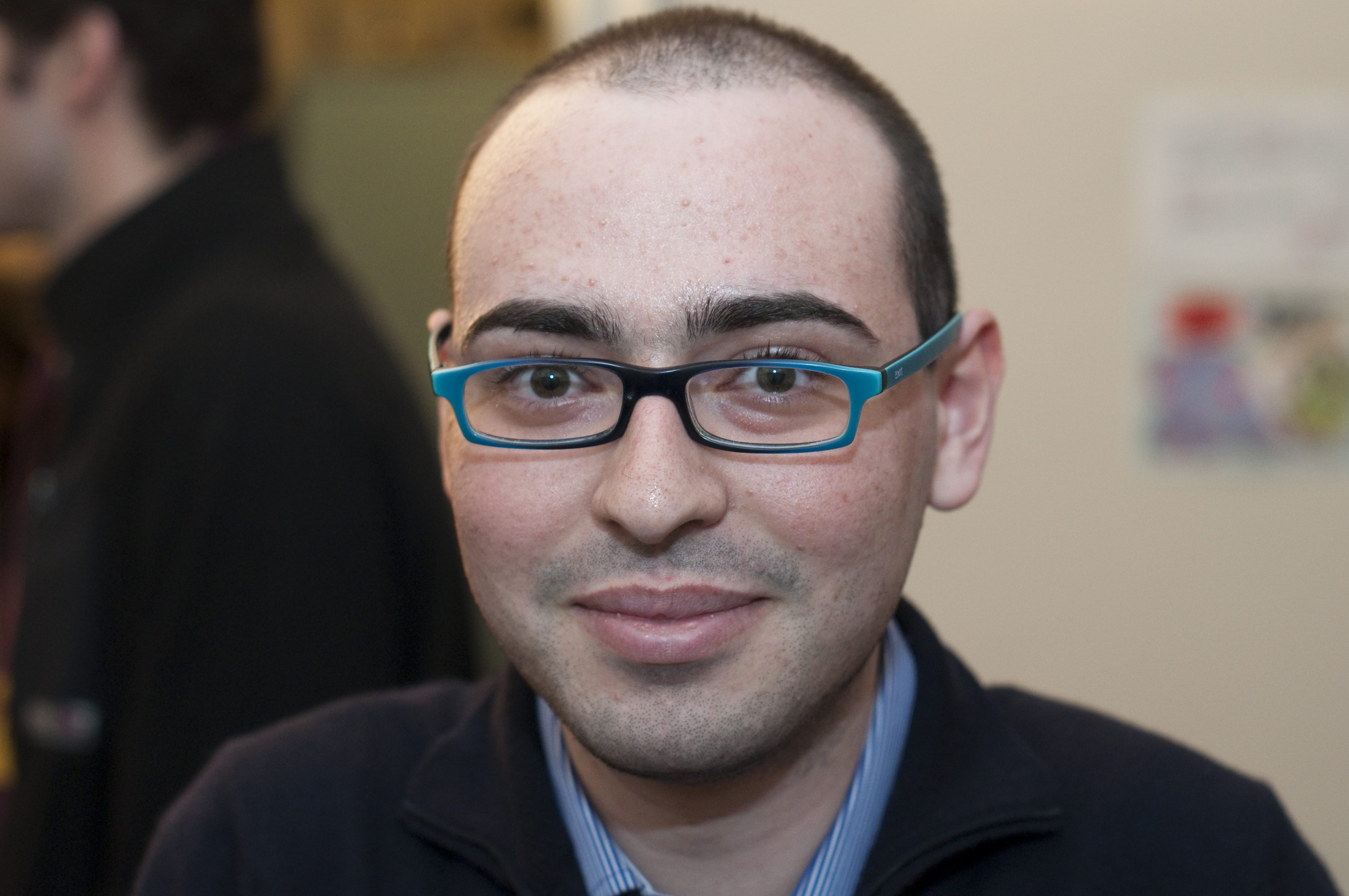
Salvatore Aranzulla

Salvatore Aranzulla (* 24. Februar 1990 in Mirabella Imbaccari, Metropolitanstadt Catania) ist ein Italienischer Blogger.
Als er 12 Jahre alt war, begann er, sich um einen Blog zu kümmern, in dem er praktische Ratschläge zur Lösung von Problemen der Informatik veröffentlichte.
Durch Zufall entstanden, hat der Blog zwischen 2007 und 2008 etwa 300.000 Leser im Monat. Bis heute hat Aranzulla 9 Millionen Leser und 20 Millionen Seitenaufrufe pro Monat. Das Unternehmen, dessen einziger Gesellschafter Aranzulla selbst ist, schloss das Jahr 2014 mit einem Umsatz von einer Million Euro ab.